# Pachnodus velutinus
Template:Speciesbox
Pachnodus velutinus era una specie di lumaca terrestre che respira aria,appartenente alla famiglia Cerastidae . Questa specie era endemica delle Seychelles . 
L'ibridazione con Pachnodus niger causò l'estinzione.  Esistono ancora gli ibridi Pachnodus niger × velutinus .